# Philip Stainton
Philip Stainton (King's Norton, Birmingham, 9 de abril de 1908 - Melbourne, 1 de agosto de 1961) fue un actor inglés de teatro, televisión y cine, conocido por los filmes El quinteto de la muerte (1955), Mogambo (1953) y Moby Dick (1956).

## Biografía
Fue un sólido actor secundario, casado con la actriz Betty Bailey-Stanton. En 1950 actuó en la obra de Jean Anouilh, Punto de partida del Lyric Theatre de Hammersmith (Londres) y en 1951 en el Duke of York's Theatre, también en Londres, con Mai Zetterling y Dirk Bogarde entre otros. Actuó también en la obra de Denis Cannan, Misery Me!, en el Duchess Theatre de Londres, dirigido por Alastair Sim. También participó en numerosas series de televisión y telefilmes, frecuentemente cómicos (hizo numerosas películas cómicas para los estudios Ealing), británicos y australianos. En este tipo de encargos algunos técnicos de casting lo encasillaron en el rol de policía uniformado.
Con el director de cine John Ford interpretó a un cazador en Mogambo (1953) y al obispo anglicano de El hombre tranquilo (1952); desde este rodaje le apodaron Bish, abreviatura de bishop / obispo. Se cuenta que, cuando salió del set tras rodar una escena, algunas monjas pensaron que era un obispo de verdad y quisieron besar su anillo. 
Tras visitar Australia como parte de una compañía itinerante que presentaba la obra de teatro Witness for the Prosecution / Testigo de cargo de Agatha Christie, Stainton y su esposa actriz emigraron a este país a fines de la década de 1950 para aparecer en una serie de obras de televisión en vivo cuando este medio comenzaba allí. De 1957 a 1959 tuvo la distinción de encabezar la primera comedia de situación australiana, Take That que fue transmitida en Melbourne por HSV-7. Murió de un ataque al corazón, en brazos de su esposa, durante la representación teatral número 423 de East Lynne, un melodrama musical dirigido y reescrito por él adaptado de la novela del mismo título de Ellen Wood (1861), que se convirtió en un gran éxito en Australia. Está enterrado en el Cementerio General de Melbourne en Parkville (Victoria).

## Filmografía
- Eyes That Kill (1947)
- Night Beat (1947) - Sgt. Black (sin acreditar)
- Scott of the Antarctic / Scott en la Antártida (1948) - segundo interrogador
- The Blue Lagoon (1949) - Mr. Ansty
- Passport to Pimlico / Pasaporte para Pimlico (1949) - P. C. Spiller
- Poet's Pub (1949) - Mr. Lott (sin acreditar)
- Don't Ever Leave Me (1949) - Detective inspector
- Trottie True (1949) - Arthur Briggs (sin acreditar)
- The Spider and the Fly (1949) - Encargado de cafetería
- Boys in Brown (1949) - Jefe de prisión
- The Elusive Pimpernel / El libertador (1950) - Jellyband
- White Corridors (1951) - Sawyer
- Appointment with Venus / Cita con Venus (1951) - Constable
- Angels One Five (1952) - Policía Constable
- The Quiet Man / El hombre tranquilo (1952) - Obispo anglicano (sin acreditar)
- Made in Heaven / Hecho en el cielo (1952) - Stanley Grimes
- Monsoon (1952) - Putsi
- Innocents in Paris (1953) - Nobby Clarke
- Mogambo (1953) - John Brown-Pryce
- Hobson's Choice / El déspota (1954) - Denton
- Forbidden Cargo (1954) - Sargento de policía de Seaburyness (no acreditado)
- Isn't Life Wonderful! (1953) - Dr. Mason
- Up to His Neck (1954) - Mr. Woo
- John and Julie (1955) - Sargento de policía de Londres
- The Woman for Joe (1955) - Sullivan
- Cast a Dark Shadow / La silla vacía (1955) - Charlie Mann
- The Ladykillers / El quinteto de la muerte (1955) - El sargento
- Who Done It? (1956) - Jimmy Maddox, Frankie's Agent
- Moby Dick (1956) - Bildad
- Reach for the Sky / Proa al cielo (1956) - Policía Constable.[2]